# 成英
成英（1481年—？年），字秀卿，順天府蓟州遵化縣人，民籍。

## 生平
治《詩經》，行一，由縣學增廣生中式正德二年（1507年）丁卯科順天府鄉試第五十一名舉人，年二十八歲中式正德三年（1508年）戊辰科會試第三百四十名，第三甲第二百三名進士。授河南河内县知县，邑人立二祠祀之，一在郡南郭，一在清化镇西。十年（1515年）闰四月選授贵州道监察御史，十二年巡按浙江，建信国公汤和庙于浙江定海县。十五年巡按淮扬，赈济饥民。嘉靖初參预議大禮。後復除浙江道御史，嘉靖六年（1527年）九月升山东按察司副使。

## 家族
曾祖成敬。祖父成海。父成善。前母王氏；母张氏。具庆下。弟成俊、成伟。子成鍾音，嘉靖进士。